# Litoria jervisiensis
Litoria jervisiensis és una espècie de granota que viu a Austràlia (des de Queensland fins a l'estat de Victòria).